# Plan de rescate financiero del Reino Unido de 2008

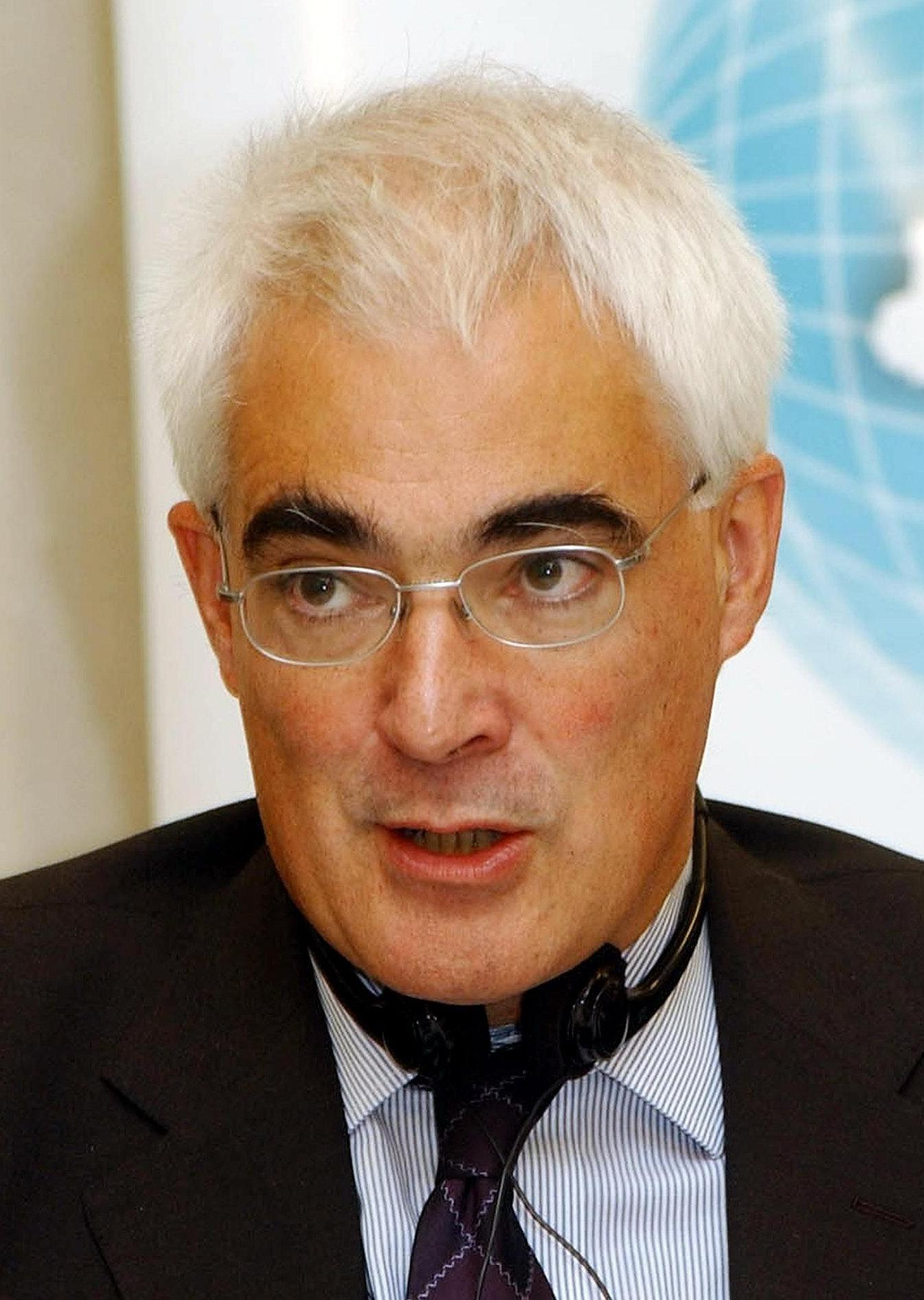
Alistair Darling, ministro de Hacienda del Reino Unido.

Un plan de rescate financiero que suma en total £500 mil millones (aproximadamente $850 mil millones) fue anunciado por el gobierno del Reino Unido el 8 de octubre de 2008, como respuesta a la crisis de liquidez de septiembre de 2008. Tras dos semanas inestables a fines de septiembre, la primera semana de octubre tuvo fuertes caídas en el mercado de valores y surgieron preocupaciones sobre la estabilidad de los bancos británicos. El plan estaba destinado a restaurar la confianza en los mercados, ayudar a estabilizar el mercado financiero británico y proveer una serie de préstamos y fianzas a corto plazo interbancarios, así como hasta £50 mil millones de inversión estatal en los propios bancos.
El anuncio ocurrió menos de 48 horas después de que el principal índice de valores británico, el FTSE 100, registrara su mayor caída en un solo día desde 1987. Un paquete similar de rescate se había aprobado en los Estados Unidos la semana anterior, el Acta de Estabilización Económica de Urgencia de 2008. Los detalles del paquete de rescate fueron trabajados durante la noche y terminaron a las 5:00 a. m.

## El plan de rescate
El plan prevé varias fuentes de financiamiento para ser puestos a disposición hasta un total agregado de £500 mil millones en préstamos y garantías; de ellos, £200 mil millones se pondrán a disposición para préstamos a corto plazo a través del Plan Especial de Liquidez del Banco de Inglaterra. En segundo lugar, el gobierno apoyará a bancos británicos en su plan para aumentar su capitalización de mercado a través del recientemente formado Fondo de Recapitalización Bancario, por £25 mil millones en la primera instancia con una partida de £25 mil millones a ser utilizados en caso necesario. En tercer lugar, el Gobierno suscribirá temporalmente cualquier préstamo elegible entre los bancos británicos, otorgando una garantía de préstamo de alrededor de £250 mil millones. No obstante, solo £400 mil millones de este es "dinero fresco", como está ya en funcionamiento para préstamos de corto plazo hasta el valor de £100 mil millones.
Alistair Darling, ministro de Hacienda del Reino Unido, declaró el 8 de octubre de 2008 en la Cámara de los Comunes que las propuestas estaban "designadas a restaurar la confianza en el sistema bancario" y que el financiamiento "pondría a los bancos en una base más fuerte". El primer ministro Gordon Brown sugirió que las acciones del gobierno habían delineado el camino para que otras naciones lo siguieran, mientras que el canciller en la sombra George Osborne sostuvo que "este es el capítulo final de la era de la irresponsabilidad y es absolutamente extraordinario que un gobierno haya sido conducido por los eventos hasta el anuncio de hoy día", además de ofrecer apoyo de la oposición al plan.
También el 8 de octubre de 2008 se anunció un esfuerzo global estratégico y coordinado por parte de siete bancos centrales para calmar la crisis financiera en curso, cortando las tasas de interés en un 0,5%. Todos los bancos eran miembros de la OCDE e incluían al Banco de Inglaterra, al Banco Central Europeo y la Reserva Federal de los Estados Unidos junto con bancos centrales en China, Suiza, Canadá y Suecia. En una reacción al anuncio, las bolsas de valores europeas empezaron a recuperarse de las pérdidas que habían tenido desde que se abrieron. La decisión de realizar el corte llegó después de que las bolsas de valores cerraran en el Lejano Oriente en un día con fuertes pérdidas.
El plan de rescate británico difiere del rescate estadounidense de $700 mil millones formalmente titulado el Programa de ayuda a los activos problemáticos (Troubled Assets Relief Program) o TARP, en que los £50 mil millones invertidos por el Gobierno del Reino Unido sería utilizado para comprar acciones en los bancos (lo que en el futuro podría ver un retorno hecho al contribuyente), mientras que el programa estadounidense estaba destinado fundamentalmente a la compra por parte del Gobierno de los Estados Unidos de los valores respaldados por hipotecas de los bancos estadounidenses que no fueron posibles de vender en el mercado de valores hipotecarios. El programa de Estados Unidos requería que el Gobierno de los Estados Unidos tomara un interés equitativo en organizaciones financieras vendiendo sus valores en el TARP. Por tanto, el programa estadounidense no se dirigía a solucionar el problema fundamental de insolvencia que enfrentaba el sector financiero, sino más bien tenía como objetivo abordar la carencia de financiamiento inmediato. El paquete británico abordaba tanto la solvencia, a través del plan de recapitalización de £50 mil millones, y el financiamiento por medio de la garantía gubernamental para las deudas de los bancos y la expansión del Plan Especial de Liquidez del Banco de Inglaterra.

### Inversión de capital
Por medio del Fondo de recapitalización bancaria, el gobierno comprará una combinación de acciones ordinarias y preferentes en los bancos afectados. El monto y la proporción de la participación que será tomada en cada uno de los bancos será negociada en cada caso con el banco. Los bancos que utilicen los paquetes de rescate tendrán restricciones sobre el pago de compensaciones y dividendos a los accionistas existentes, así como una obligación de ofrecer crédito razonable a los propietarios de casas y pequeños negocios. El plan gubernamental de largo plazo es compensar el costo de este programa recibiendo dividendos de estas acciones y vender las acciones tras la recuperación del mercado. Este plan podría extenderse potencialmente a la subscripción de nuevas emisiones de acciones por cualquier banco participante. El plan ha sido descrito como una estatización parcial, en efecto.
La extensión en la cual participan los diferentes bancos variará de acuerdo a sus necesidades. El Grupo HSBC emitió un comunicado anunciando que estaba inyectando £750 millones de capital al banco británico y, por tanto, "no tenía planes de utilizar la iniciativa de recapitalización del gobierno británico... [mientras] el Grupo se mantiene como uno de los bancos más fuertemente capitalizados y con liquidez en el mundo." Standard Chartered también declaró su apoyo al plan, pero no tenía intención de participar en el elemento de inyección de capital. Barclays trató de recaudar £6,5 mil millones de inversionistas privados y cancelará sus dividendos finales para el año por un ahorro neto de £2 mil millones.
El Grupo del Royal Bank of Scotland recibirá £20 mil millones del Fondo de Recapitalización Bancaria, con £5 mil millones en acciones preferentes y otros £15 mil millones en acciones ordinarias. HBOS y Lloyds TSB recibirán en conjunto £17 mil millones, £8,5 mil millones en acciones preferentes y otros £8,5 en acciones ordinarias. El Fondo comprará las acciones preferentes por completo por un total de £13,5 mil millones y subscribirá las emisiones de acciones ordinarias; si no son compradas por inversionistas privados, el Fondo asumirá su compra. Si ninguna de las nuevas acciones son compradas, esto daría al gobierno una posesión total del 60% del Royal Bank of Scotland, con el 40% de los fusionados HBOS-Lloyds, en una mezcla de acciones preferentes y ordinarias.

## Bancos participantes
El plan está abierto a todos los bancos y sociedades hipotecarias del Reino Unido, incluyendo las siguientes:
- Abbey
- Barclays
- HBOS
- HSBC
- Lloyds TSB
- Nationwide Building Society
- Royal Bank of Scotland
- Standard Chartered Bank

No obstante, de estos, el Abbey, Barclays, HSBC, Nationwide y Standard Chartered han decidido no recibir ningún dinero del gobierno, dejando al Lloyds y al RBS como los receptores principales.